# ロジェール・ゲレイロ
ロジェール・ゲレイロ（ポルトガル語: Roger Guerreiro, 1982年5月25日 - ）は、ブラジル・サンパウロ出身の元ポーランド代表サッカー選手。現役時代のポジションはミッドフィールダー。

## 経歴
2000年、サンパウロ州に本拠地を置くサンカエターノに入団。その後 コリンチャンス、フラメンゴを経て、海を渡りリーガ・エスパニョーラ、セルタ・デ・ビーゴへと活躍の場を移す。その1年後、再びブラジルへと戻りジュベントゥージと契約を交わす。
2006年にレギア・ワルシャワへと移籍し、リーグ戦101試合に出場した。また、2008年4月17日にポーランドに帰化し、5月27日のアルバニア代表戦で代表デビューを果たした。EURO2008にも出場し、グループリーグオーストリア代表戦で代表初ゴールも記録。その試合のマン・オブ・ザ・マッチにも選ばれた。しかし、ポーランドは3試合でその1得点に終わり、2敗1分でグループ最下位となり、決勝トーナメント進出はならなかった。
2009年8月27日、AEKアテネと4年契約を結び、9月13日のイラクリスFC戦にてデビュー。しかし、ドゥシャン・バイェヴィッチ監督の信頼を勝ち取れずに、移籍期間にはいくつかのヨーロッパのクラブから獲得のオファーも届いた。移籍期間後はチャンスを与えられ、メンバーに加えられるようになった。